# Charles Eggleston
Charles Richard Eggleston (listopad 1945 – 6. května 1968) byl americký novinářský fotograf pracující pro společnost United Press International. Byl zabit v boji ve Vietnamu, kde dokumentoval probíhající válku.

## Životopis
Absolvent Indian River Central High School ve Philadelphii, New York, se Eggleston přestěhoval do Gouverneur poté, co absolvoval Auburn Community College a narukoval do amerického námořnictva, kde se stal novinářem.

## Kariéra
Byl dvakrát oceněn jako novinář námořnictva. V roce 1966 požádal o propuštění a místo toho se stal fotografem UPI v zemi. Někdy před dubnem 1968 byl zraněn při minometném útoku na Camp Eagle, kde byl umístěn u 101. výsadkové divize.

## Tet Offensive
V květnu 1968 džíp s pěti novináři náhodou narazil na příslušníky Vietkongu, kteří se shromažďovali u Saigonu během ofenzívy Tet . Navzdory pokusům novinářů odradit překvapené vojáky Vietkongu byli čtyři z pěti zastřeleni. Třiadvacetiletý Eggleston přísahal pomstu a oznámil svůj úmysl zabít Vietkongů co nejvíce. 
Zůstává sporné, zda se 6. května přestřelky na západním předměstí Saigonu účastnil, nebo ji pouze fotografoval, když byl zabit kulkou do hlavy. Většina zdrojů se shoduje, že měl u sebe minimálně pušku, i když ji ve skutečnosti nemusel použít. Byl 17. novinářem zabitým ve válce. Jeho závěť naznačovala, že jeho majetek měl být předán válečným sirotkům.
O jeho úmrtí informoval 17. května časopis Time s tím, že v době přestřelky fotografoval jihovietnamské výsadkáře při domovní prohlídce.  Jiné zdroje uvádějí, že reportér Roger Norum při nahrávání rozhovoru na kazetu během pouliční bitky viděl Egglestona zastřeleného odstřelovačem při zapalování cigarety. 

## Ocenění
Během služby ve Vietnamu získal dvě bronzové hvězdy, dvě vyznamenání námořnictva a čestnou medaili Jižního Vietnamu.